# Prosopis fiebrigii
Prosopis fiebrigii es una especie arbórea perteneciente al género de fabáceas Prosopis. Habita en el centro-sur de Sudamérica.  

## Distribución
Se distribuye en regiones semitropicales del Paraguay y áreas limítrofes de la Argentina, en una franja de hasta 20 km de ancho que corre paralela al río Pilcomayo, desde el estero Patiño por el norte hasta la localidad de Laguna Blanca por el sur. Habita en pastizales y palmares que sufren de inundaciones periódicas, en suelos arcillosos en ambientes del chaco oriental o húmedo.

## Características
Es un árbol poco espinoso, de hasta 15 m de altura.  Las hojas son glabras, grandes, uniyugadas. Las flores se presentan en  inflorescencias; la corola es blanco-amarillenta con pétalos verdosos. El fruto es una legumbre comprimida, acuminada, larga, recta, con una longitud de entre 14 y 29 cm y un ancho de entre 11 y 18 mm. En la madurez posee un color amarillo pajizo.

## Taxonomía
Prosopis fiebrigii fue descrito en el año 1915 por el botánico alemán Hermann August Theodor Harms.
Etimología
Etimológicamente, el nombre genérico Prosopis proviene del griego antiguo y podría significar ‘hacia la abundancia’ ("pros" = ‘hacia’ y "Opis" = ‘diosa de la abundancia y la agricultura’). El nombre específico fiebrigii rinde honor al botánico y zoólogo alemán Karl August Gustav Fiebrig.